# Humaitá

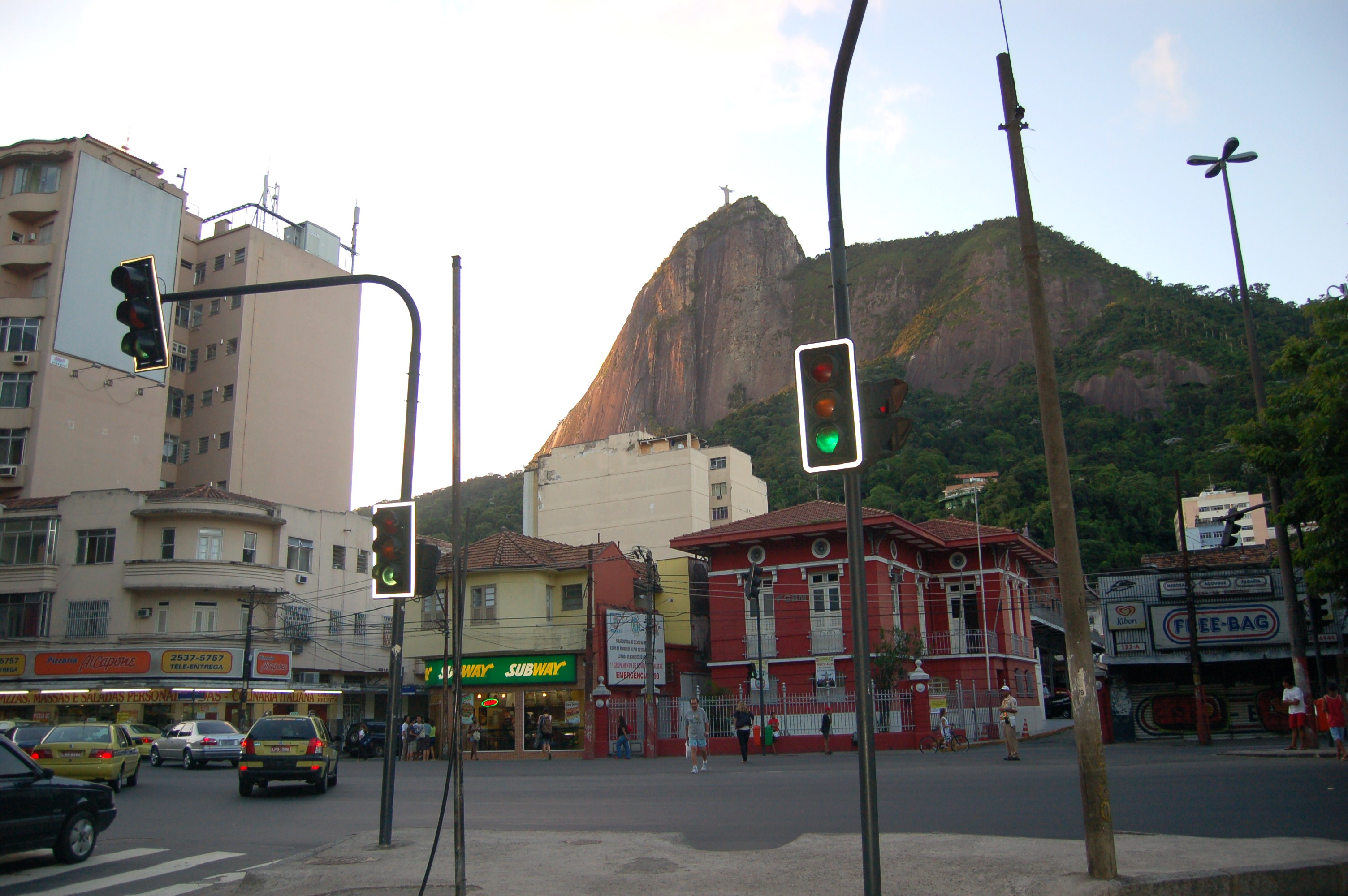
El Crist Redemptor vist des dels carrers de Humaitá.

Humaitá és un petit barri de classe mitjana-alta situat a la Zona Sud de la ciutat de Rio de Janeiro, Brasil. És considerat un barri de transició entre Botafogo, Lagoa i Jardim Botânico.
Els carrers de Humaitá tenen com a fons natural la Floresta do Corcovado i és un dels barris des d'on es pot apreciar més de prop el Crist Redemptor. No obstant això, és un dels pocs sectors de la Zona Sud fora del circuit turístic.

## Límits i ubicació
Està inclòs a l'Àrea de Planejament 2, i comparteix la Regió Administrativa IV (Botafogo) amb Flamengo, Glória, Laranjeiras, Catete, Cosme Velho, Botafogo i Urca.
A l'est, Humaitá limita amb Botafogo, al sud amb Copacabana i Lagoa, a l'oest amb Jardim Botânico i Alto da Boa Vista, i al nord amb Santa Teresa. No obstant això, els seus carrers només connecten amb els de Jardim Botânico, Lagoa i Botafogo, ja que els seus límits inclouen el Morro da Saudade i el Corcovado.
Té una superfície de 105,45 hectàrees, la qual cosa el situa en la posició 131 entre els barris de Rio de Janeiro. Només té un 62,75 % d'àrees urbanitzades i/o alterades.

## Toponímia
El nom prové de la batalla de Humaitá, en la guerra de la Triple Aliança. Humaitá deriva de les paraules guaraníes yma (que significa antiguitat) i itá (pedra).

## Història
Els indis de la zona anomenaven Itaocá a la regió, a causa de la gruta que existia al final del carrer Icatu, on avui està el barri Humaitá.
El 1565, quatre mesos després de la fundació de la ciutat, les terres entre els turons de Viúva i Babilônia fins a la cala de Lagoa van ser donades a Antonio Francisco Velho, company de combats d'Estácio de Sá. Aquestes terres ocupaban els actuals barris de Botafogo, Urca, Humaitá i part de Flamengo i Lagoa.
Fins al segle XVII la zona només servia com a comunicació entre Catete i els forts d'Urca. Una bifurcació cap a l'interior, anomenada Caminho Velho (avui carrer Voluntários da Pátria), portava cap a la Lagoa de Socopenapã (actualment Rodrigo de Freitas), on es trobava l'engenho de Nossa Senhora da Conceição (on ara es troba el barri Jardim Botânico).
El 1657, el vicari general del bisbat, Clemente José Martins de Matos, va construir una capella al final de l'actual carrer Viúva Lacerda. Amo d'una àmplia granja que ocupava gairebé tot el barri, el vicari va obrir el camí nou per accedir a la petita església, que va dedicar a São Clemente, nom que heretaria el camí que travessa la propietat (avui carrer São Clemente).
Va ser llavors quan el carrer Humaitá (prolongació de São Clemente) va rebre aquest nom com a homenatge als brasilers que en la guerra de Paraguai van combatre en la Batalla de Humaitá.
Joaquim Marqués Batista de Lião va adquirir el 1825 la hisenda de Olaria, que va ser subdividida en lots i els seus hereus van donar a la ciutat el 1853 el carrer Marqués i el parc dos Liõés, on es trobava la mansió de la família Lião. L'antic Largo da Olaria es va convertir en el Largo do Humaitá, en la unió amb la prolongació del carrer Voluntários da Pátria.
Les granges dels vessants, al peu del Corcovado i del Morro da Saudade, van ser urbanitzades, sorgint diversos carrers. En la dècada de 1960 va ser tirada a terra la favela Macedo Sobrinho (després es reforestaria per crear el parc natural Municipal da Saudade) i el carrer i la plaça de Humaitá van ser allargades, facilitant la connexió amb el barri de Lagoa.

## Població
Humaitá té 15.186 habitants (6.629 homes i 8.557 dones).
A Humaitá, que té una densitat de 144,01 habitants per hectàrea, l'esperança de vida en néixer és de 77,91 anys.
La taxa d'alfabetització d'adults es troba entre les quatre més altes de Rio, amb un 99,28 %.
L'Índex de Desenvolupament Humà (IDH) del barri és de 0,959, que el situa entre els vuit millors de la ciutat. És comparable al IDH d'Irlanda (0,960).
Segons dades de l'Institut Municipal d'Urbanisme Pereira Passos de 2004, Humaitá és un dels 25 barris de Rio de Janeiro sense faveles.